# Palazzo Mauro De André
Il Pala De André (Palazzo Mauro De André) è un'arena coperta di Ravenna, una struttura polifunzionale che ospita eventi di ogni genere.
Ospitava le gare interne del Porto Ravenna Volley, gloriosa società cittadina di pallavolo maschile vincitrice di tre Coppe dei Campioni negli anni novanta e dell'Olimpia Teodora, squadra di volley femminile.
Dalla stagione 2011-12 ospita le gare interne del Gruppo Sportivo Robur Angelo Costa, poi divenuto Gruppo Sportivo Porto Robur Costa a seguito della fusione con il Porto Ravenna Volley.
A partire dalla stagione 2015-2016 ospita anche le partite casalinghe della Basket Ravenna Piero Manetti.
La struttura, nata per lo sport, è stata resa adatta, in parte, a manifestazioni musicali, con l'aggiunta di una conchiglia acustica, ospitando concerti anche con l'impiego di orchestre.
Infine, al suo interno sono state allestite mostre temporanee d'arte, come quella su Giorgio De Chirico tenutasi nell'estate 2008.

## L'edificio

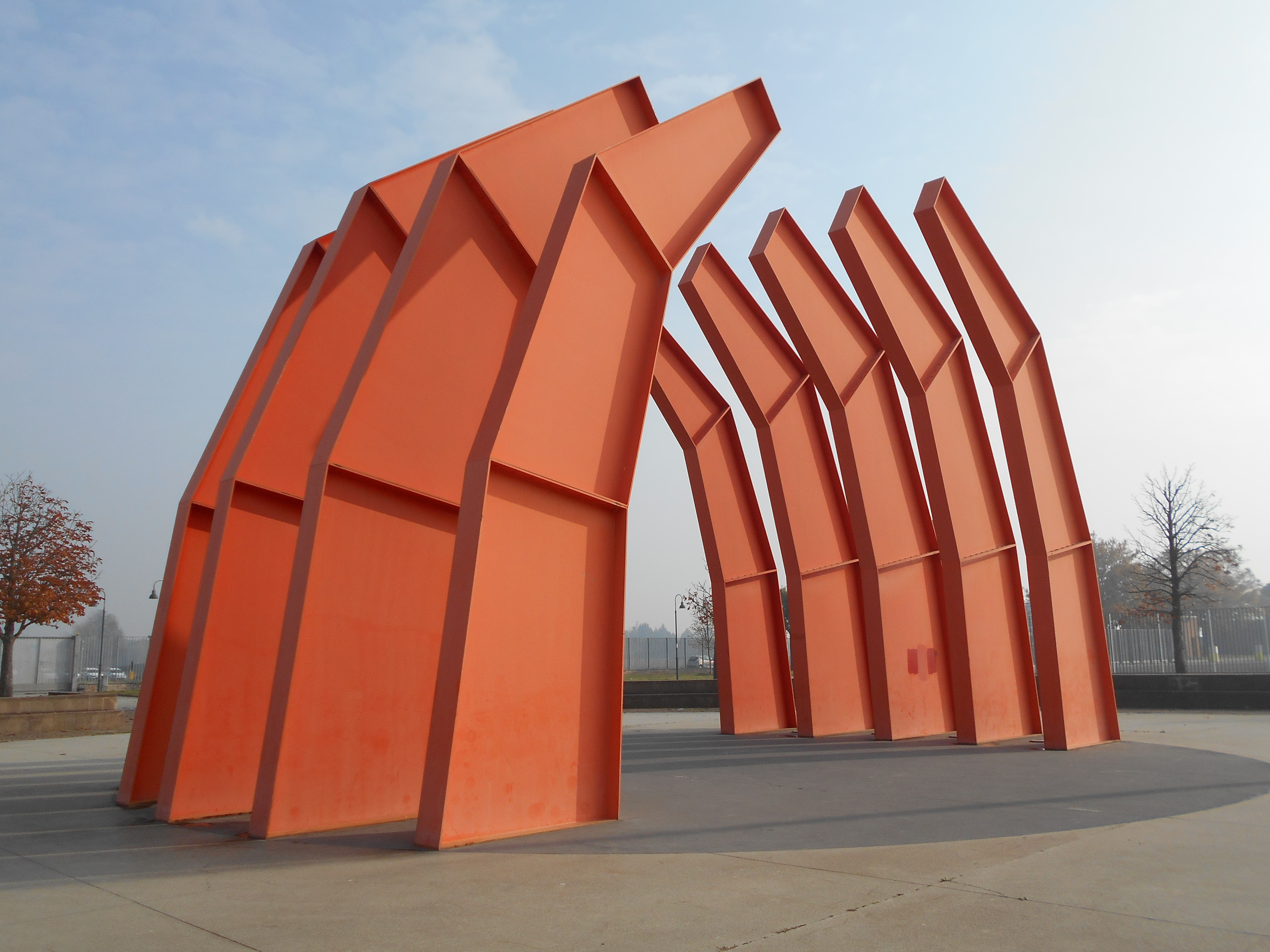
Alberto Burri, Il Grande Ferro R

Negli anni precedenti il 1990 il Comune di Ravenna, attingendo alle sovvenzioni previste dalla legge sui Mondiali di calcio (che si disputarono in Italia), stabilì di costruire un palasport da 6.200 posti, affidando il progetto al famoso architetto Renzo Piano. Subito, lungaggini burocratiche si frapposero tra il progetto (pagato 900 milioni di lire) e la sua realizzazione. 
Quando il palasport progettato da Renzo Piano era ancora al livello delle fondamenta, intervenne l'industriale Raul Gardini, presidente di Enimont, che finanziò la costruzione di un altro palasport, che fu intitolato alla memoria di Mauro De André, dirigente del gruppo Ferruzzi e fratello del cantautore Fabrizio De André, prematuramente scomparso nell'agosto del 1989.
Progettata dall'architetto Carlo Maria Sadich, la struttura è caratterizzata dalla forma a semicupola di 54 metri di lato. Costruita nel 1989, è stata inaugurata il 5 dicembre 1990 con l'amichevole di pallacanestro tra Italia e Olanda.
Vicino all'entrata è stata collocata una scultura di Alberto Burri, il Grande Ferro R, realizzata nel 1991 e rappresentante una carena di nave rovesciata.